# 銀柳街

銀柳街の新川通り側入口。2007年6月24日撮影。

銀柳街（ぎんりゅうがい）は、神奈川県川崎市川崎区にある、商店街のひとつ。川崎区の新川通りと市役所通りを結んでおり、川崎銀柳街商業協同組合によって管理されている。

## 歴史
1935年（昭和10年）頃、一面アシに覆われた「古川」という川が埋め立てられ、下水設備なども整備され、徐々に街路区画として発展した。当初、失業者の再雇用を目的に商店街が作られたが、名前は存在しなかった。
1945年（昭和20年）の米軍による空襲で、川崎市街地は大打撃を受けた。戦後間もない1946年（昭和21年）（1947年（昭和22年）とする説もある）、地元の人たちによって荒廃したこの場所に柳が数本植えられた。それを見た商店街の人々は、空襲の苦しみに耐えながらも生活をしている自分達と、大雪にも負けない柳とを重ねた。その柳に、深く美しい光を意味する銀を合わせ、この商店街を「銀柳街」と名付けた。

## アーケード
当初アーケードは、雨が降っても買い物に支障をきたさないように設置されたが、1991年（平成3年）の大規模改修によってステンドグラスを採用し美しさも兼ね備えた。その他、開閉式であり晴れている日は開いていることが多い。

## ぎんりゅうかい
正式名は「ぎんりゅうがい」であるが、しばしば「ぎんりゅうかい」と呼ばれる。これは1970年（昭和45年）から1980年（昭和55年）にかけて、アーケードに銀柳会という大きな装飾文字が掲げられていたためでもある。また、川崎市南部の学校の文化祭、学園祭の芝居などで、銀柳街をもじった銀柳会という団体名が使われることがある。

## 位置
- 北緯35度31分48秒 東経139度41分59秒 / 北緯35.53000度 東経139.69972度
- 川崎［南東］ - 地理院地図
- 銀柳街 - Google マップ